# Качеровська Ніна Никифорівна
Качеровська Ніна Никифорівна (нар. 29 квітня 1955, Пирогівці) — українська письменниця, член Спілки журналістів України, відмінник освіти України

## Біографія
Навчалася в Дрогобицькому педагогічному інституті, який закінчила з відзнакою. Викладала в школах Хмельниччини та Вінниччини. Також працювала в редакції газети «Прибузька зоря», викладачем у Хмельницькому політехнічному коледжі.
Голова Хмельницької міської літературної спілки «Поділля».
Входила до редакційної колегії альманаху «Медобори» Хмельницького обласного осередку Всеукраїнської творчої спілки «Конгресу літераторів України».
У 2022 році зайняла 2-ге місце в номінації «Журналістика» на II Муніципальному щорічному конкурсі ім. Франка, що проходить в Одесі з книгою «Великі, величні, незабутні».
У 2022 році за сприяння Управління культури і туризму Хмельницької міської ради та Централізованої бібліотечної системи бібліотеці Хмельницької міської територіальної громади  було створено авторський мистецький спецпроєкт до ювілею Григорія Сковороди «300 років – 30 кроків».  У 30-и кроках-сюжетах Ніна Качеровська прагнула наблизити кожного небайдужого до постаті Сковороди, розповісти про його життя, оточення, погляди. Разом з тим, сюжети пов'язані із сьогоденням. Вони розповідають про непересічних хмельничан. Знайомлять із культурно-освітніми закладами та пам'ятними місцями краю і міста. Крок 26 «Нерівна всім рівність» став дипломантом Відкритого конкурсу до 300-річчя Григорія Сквороди (01-20 листопада 2022 р.)  Харківського національного університету мистецтв імені І.П. Котляревського.
У березні 2023 року у Центральній публічній бібліотеці Централізованої бібліотечної системи Хмельницької міської територіальної громади Ніна Качеровська презентувала свою книгу «Осягнути Шевченкову велич» – науково-пізнавальне та художньо-публіцистичне видання, присвячене життю та творчості Тараса Григоровича Шевченка.

## Публікації

### Дитячі твори
- Качеровська Н. Десять щирих колисанок для Іванків та Іванок.: вірші / Н. Качеровська. – Сімферополь : Доля, 1997. – 48 с.
- Качеровська Н. На Івана Купала : оповідання / Н. Качеровська. – Сімферополь : Доля, 2002. – 27 с.
- Качеровська Н. Абетка / Н. Качеровська. – Сімферополь : Доля, 2004. – 36 с.
- Качеровська Н. Пригоди Гар, Бу, Зини: для дошк. та мол. шк. віку / Н. Качеровська ; худож. А. Цюпак. — Хмельницький: Цюпак А. А., 2006. — 14 с.
- Н. Качеровська. Чарівна діжа: опера-казка: Для мол. та серед. шк. віку / худож. М. О. Андрійчук. — Хмельницький: [б.в.], 2007. — 24 с.: іл. — ISBN 978-966-2940-37-4
- Н. Н. Качеровська. Моя книжечка: оповідання, вірші, страшилки, дражнилки: Для дошк. та мол. шк. віку. — Кам'янець-Подільський: ПП Мошак М. І., 2006. — 41 с.: іл. — ISBN 966-2903-01-1
- Качеровська Н. Чому Денис заплакав?..: книжечка для найменшеньких / Н. Качеровська. — Сімферополь: Доля, 2005. — 31 с.
- Качеровська Н. Подільський Диснейленд. За скульптурами М. Мазура: вірші для дітей [дошк. та мол. шк. віку] / Н. Качеровська. — Хмельницький: Стрихар А. М., 2021. — 17 с.
- Качеровська Н. Чекай. Дві в одній : оповідання для дітей / Н. Качеровська. –Хмельницький: ФОП Стрихар А. М., 2024, 2025. – 56 с.

### Навчальні посібники
- Качеровська Н. Василь Стус. Життєвий і творчий шлях поета, людини, громадянина: дидактичні картки для поглибленого вивчення / Н. Качеровська. — Сімферополь: Доля. — 2004. — 90 с.
- Качеровська Н. Краса врятує. Образотворче мистецтво на уроках української мови: навч. посіб. / Н. Качеровська. — Хмельницький: Цюпак А. А., 2007. — 183 с.
- Качеровська Н. «З-під неба рідного в неволю…»: віртуальний діалог / Н. Качеровська. — Хмельницький: Стилістика, 2013. — 32с.

### Поезія
- Качеровська Н. Давайте з Вами перейдем на «Ти»: поезія / Н. Качеровська. — Хмельницький: Стилістика, 2011. — 60 с.

### Інші
- Качеровська Н. Сюжет для роману : оповідання / Н. Качеровська. – Сімферополь : Доля, 2003. – 37 с.
- Качеровська Н. Ще як були ми чумаками : історична повість, нариси та поезії / Н. Качеровська. – Хмельницький : Цюпак, 2008. – 92 с.
- Качеровська Н. Два «я» Анатоль і Я Свидницького: повість / Н. Качеровська. — Хмельницький: Стилістика, 2013. — 32 с.
- Качеровська Н. Запрошуємо Вас на весілля : пісні, обряди, повір’я, жарти, приказки, прислів’я, легенди / Н. Качеровська. – Хмельницький : Цюпак, 2015. – 110 с.
- Качеровська Н. Дві жінки: повість-діалог у віршах / Н. Качеровська. — Хмельницький: Поліграфіст, 2015. — 88 с. : іл.
- Качеровська Н. Великі, величні, незабутні. Поділля в їх долі: художньо-публіцистичне видання / Н. Качеровська. — Хмельницький: Стрихар А. М., 2021. — 102 с.
- Качеровська Н. Осягнути Шевченкову велич  / Н. Качеровська. – Хмельницький : Ковальский В. В., 2022. – 228 с. – ISBN 978-966-8776-45-8
- Качеровська Н. Політ Полив’яного Глечика: Частина перша. Роман для середнього та старшого шкільного віку / Н. Качеровська. – Хмельницький: ФОП Стрихар А. М., 2024. – 67 с.
- Качеровська Н. Політ Полив’яного Глечика-2, або Глечик – «трьохсотий». Частина друга. Роман для середнього та старшого шкільного віку / Н. Качеровська. – Хмельницький: ФОП Заколодний М. І., 2025. – 86 с.
- Качеровська Н. Янгол на вістрі леза: оповідання й новели / Н. Качеровська. –Хмельницький: ФОП Стрихар А. М., 2024. – 132 с.

## Про неї
- Гостинна Д. Чумацьким шляхом – до правічних джерел душі : розповідь про книгу / Д. Гостинна // Подільські вісті. – 2008. – 7 жовт. – С. 4.
- Доброва Т. Зерна патріотизму й любові : розповідь про книгу – «Ще як були ми чумаками» / Т. Доброва // Проскурів. – 2008. – 17 лип. – С. 5
- Котов В. Про що книга «Краса врятує...» : навчальний посібник для учителів, учнів старших класів, студентів / В. Котов // Проскурів. – 2007. – 1 листоп. – №88. – С. 4.
- Олійник В. Матеріалізація давньої мрії : виданий посібник допоможе школярам вивчати рідну мову, залучить кожного з нас до культурних надбань людства / В. Олійник // Подільські новини. – 2007. – 28 листоп. – №270. – С. 4.
- Олійник В. Не золоте дитинство: по-дорослому для дітей пише Ніна Качеровська / В. Олійник // Проскурів. – 2007. – 26 квіт. – №33. – С. 4.
- Хлистун Л. Слово і пісня в творчості подільської письменниці і перекладача Н. Качеровської / Л. Хлистун // Український вимір. Міжнародний збірник інформаційних, освітніх, наукових, методичних статей і матеріалів з України та діаспори. – Чернігів : ЧДПУ ім. Т. Шевченка, 2009. – №3. – С. 19.
- Храпач Г. Є така письменниця : розповідь про книгу – сюжет для роману / Г. Храпач // Подільські вісті. – 2004. – 20 січ. – С. 4.